# Pomarez
Pomarez település Franciaországban, Landes megyében. Lakosainak száma 1605 fő (2022. január 1.). Pomarez Castelnau-Chalosse, Castel-Sarrazin, Clermont, Donzacq, Estibeaux, Mouscardès, Ozourt és Tilh községekkel határos.

## Népesség
A település népességének változása:
| Lakosok száma | 1379 | 1344 | 1418 | 1478 | 1498 | 1522 | 1550 | 1569 | 1579 | 1605 |
|               | 1968 | 1982 | 1990 | 2006 | 2013 | 2015 | 2017 | 2019 | 2020 | 2022 |